# Kotasaaret (ö i Södra Savolax, Nyslott)
Kotasaaret är en ö i Finland. Den ligger i sjön Pihlajavesi och i kommunen Nyslott i  landskapet Södra Savolax, i den sydöstra delen av landet, 290 km nordost om huvudstaden Helsingfors. Öns area är 7,4 hektar och dess största längd är 410 meter i sydväst-nordöstlig riktning.  Notera att namnet antyder att det är fråga om flera öar.